# オーディン古細菌
オーディン古細菌（オーディンアーキオータ、Odinarchaeota）は、2017年に提唱された古細菌の候補門である。系統解析では真核生物に最も近いとされるアスガルド古細菌の一つである。ラテン語名は、先行して発見されたロキ古細菌から、北欧神話の主神「オーディン」が連想されたものである。

## 研究
オーディン古細菌の一種Odinarchaeceae Tengchongは、ESCRTシリーズの酵素群が全て揃っていて、ESCRTに必要であるVps28が真核生物特有なC末端ドメインを保有している、唯一の原核生物として報告されている。